# Селестина
«Селестина» (исп. La Celestina) — средневековая драматизированная новелла, прообраз плутовского романа. Настоящее название Tragicomedia de Calisto y Melibea или Comedia de Calisto y Melibea, на русском «Трагикомедия Калисто и Мелибеи»). Написана в диалогической форме и состоит из 21 акта (первоначально из 16). Вопрос о подлинном авторстве до сих пор остаётся открытым, часто произведение приписывается Фернандо де Рохасу.

## История публикаций
Впервые 16 актов романа в форме драмы без указания автора вышли в свет в 1499 году в Бургосе. В 1501 году книга была опубликована в Севилье. Позднейшие (с 1504 года) издания содержали 21 и 22 акта. Первоначально (1504) новелла была озаглавлена «Трагикомедия Калисто и Мелибеи», это название использовалось в Испании до XVII века. В Италии уже в XVI веке произведение получило название, под которым известно и сейчас — «Селестина». Одна из самых популярных испанских книг до появления «Дон Кихота».

## Действующие лица
- Селестина — старая сводня
- Мелибея — девица из знатной семьи
- Калисто — кабальеро
- Плеберио — отец Мелибеи
- Алиса — мать Мелибеи
- Пармено — слуга Калисто
- Семпронио — слуга Калисто
- Тристан — слуга Калисто
- Сосий — слуга Калисто
- Лукресия — служанка Мелибеи
- Элисия — проститутка, любовница Семпронио
- Ареуса — проститутка, любовница Пармено
- Сентурио

## Содержание
Калисто, молодой рыцарь, случайно встретив Мелибею, влюбляется в неё. Однако Мелибея отказывает ему во взаимности. Калисто, по совету своего слуги Семпронио, обращается за помощью к старой сводне Селестине, а другой слуга, Пармено, тщетно пытается удержать юношу от этого шага. Селестина встречается с Мелибеей, и ей удаётся убедить девушку назначить Калисто встречу. Калисто и Мелибея становятся любовниками. Чтобы сделать Семпронио и Пармено своими союзниками, Селестина знакомит их с Элисией и Ареусой. Теперь слуги Калисто вместе с Селестиной пытаются извлечь для себя пользу из его связи с Мелибеей. Однако, когда Калисто вознаграждает Селестину, та отказывается поделиться с Семпронио и Пармено. Те убивают сводню и пытаются бежать, однако их задерживают и казнят. Вскоре случайно погибает Калисто: направляясь на очередное свидание с Мелибеей, он падает с лестницы и разбивается насмерть. Мелибея не может пережить утраты, она бросается вниз с башни замка. Произведение завершается жалобой отца Мелибеи на фортуну, мир и любовь, повинные в смерти его дочери.

## Переводы
- Рохас Ф. де. Селестина / пер. Н. Фарфель. М.: ГИХЛ, 1959.
  - Рохас Ф. де. Селестина / пер. Н. Фарфель под ред. Е. Лысенко // Плутовской роман. М.: Правда, 1989. С. 21—202.

## Влияние
Признано воздействие сочинения на создание комедии в прозе «Эуфрозина» Жорже Феррейры де Вашконселуша (1555). 